# Tautenhain
Tautenhain település Németországban, azon belül Türingiában. Lakosainak száma 902 fő (2023. december 31.). Tautenhain Eisenberg és Silbitz községekkel határos.

## Népesség
A település népességének változása:
| Lakosok száma | 949  | 946  | 924  | 904  | 902  |
|               | 2017 | 2019 | 2021 | 2022 | 2023 |